# Gilpinia hercyniae
Espèce
Gilpinia hercyniae est le nom d'une espèce d'insectes hyménoptères de la famille des Diprionidae. En français, elle est nommée diprion européen de l'épinette ou tenthrède européenne de l'épinette.

## Distribution
Elle se rencontre en zone holarctique sur des espèces du genre Picea.

## Publication originale
- (de) Hartig, 1837 : Die Familien der Blattwespen und Holzwespen nebst einer allgemeinen Eintleitung zur Naturgeschichte der Hymenopteren. Berlin, p. 1-416.